# Polycope kinggeorgensis
Polycope kinggeorgensis is een mosselkreeftjessoort uit de familie van de Polycopidae. De wetenschappelijke naam van de soort is voor het eerst geldig gepubliceerd in 1987 door Hartmann.